# Idioma rikbaktsá
El rikbaktsá (también llamado aripaktsa, erikbatsá, erikpatsá y también llamado ambigüamente canoeiro) es una lengua indígena hablada por los rikbaktsá de Mato Grosso, en Brasil. El rikbaktsá constituye por sí mismo una de las ramas de las lenguas macro-yê. 
Como otras lenguas de la misma región, el género del hablante se marca mediante sufijos.
La mayor parte de los rikbaktsá hablan tanto rikbaktsá como portugués. Los miembros más jóvenes del grupo étnico tienden a hablar portugués con mayor frecuencia y con mayor fluidez que los más ancianos. Los miembros más ancianos en general tienen un portugués menos fluido y sólo usan esa lengua con personas fuera del grupo étnico.